# Цилпих
Цилпих (њем. Zülpich) град је у њемачкој савезној држави Северна Рајна-Вестфалија. Једно је од 11 општинских средишта округа Ојскирхен. Према процјени из 2010. у граду је живјело 20.092 становника. Посједује регионалну шифру (AGS) 5366044, NUTS (DEA28) и LOCODE (DE ZUE) код.

## Географски и демографски подаци
Цилпих се налази у савезној држави Северна Рајна-Вестфалија у округу Ојскирхен. Град се налази на надморској висини од 180 метара. Површина општине износи 101,0 km². У самом граду је, према процјени из 2010. године, живјело 20.092 становника. Просјечна густина становништва износи 199 становника/km².

## Међународна сарадња
| Мјесто | Држава    | Врста сарадње | Од    |
| ------ | --------- | ------------- | ----- |
| Тарега | Шпанија   | контакт       | 1984. |
| Елст   | Холандија | пријатељство  | 1976. |
|        | Финска    | партнерство   | 1978. |
| Бле    | Француска | партнерство   | 1972. |
| Извор  |           |               |       |